# Hành động giả tưởng
Hành động giả tưởng là thể loại văn học như tiểu thuyết điệp viên, những câu chuyện phiêu lưu, khủng bố và âm mưu ("áo choàng và dao găm") và bí ẩn. Thể loại này áp dụng sự giật gân, căng thẳng mỗi khi người đọc muốn biết xung đột giữa nhân vật chính và nhân vật phản diện sẽ được giải quyết như thế nào hoặc giải pháp cho câu đố của một bộ phim kinh dị là gì.

## Văn học thông tục
Tiểu thuyết hành động là một dạng của văn học thông tục có chủ đề đặc trưng là nhấn mạnh vào các chuỗi hành động thú vị. Điều này không phải lúc nào cũng có nghĩa là họ loại trừ việc phát triển nhân vật hoặc kể chuyện. Tiểu thuyết hành động có liên quan đến các dạng tiểu thuyết khác, bao gồm phim hành động, trò chơi hành động và các phương tiện tương tự ở các định dạng khác như manga và anime. Hành động có rất nhiều thể loại phụ, bao gồm cả võ thuật, thể thao mạo hiểm, rượt đuổi bằng phương tiện đi lại như xe hơi, hành động kịch tính, và hài hành động, mỗi thể loại tập trung chi tiết hơn vào cách xây dựng tình huống đặc trưng tương ứng. Nó thường được kể qua một chuỗi những phân cảnh hành động, hay toàn bộ nội dung của tác phẩm. Ví dụ, phong cách của một chuỗi hoạt động chiến đấu sẽ cho biết toàn bộ tác phẩm là một cuộc phiêu lưu hành động, hoặc theo đề tài võ thuật.

## Danh sách tiểu thuyết hành động
- 58 Minutes (1987)
- The Bourne Identity (1980)
- The Chinaman (1992)
- The Equalizer (2014)
- First Blood (1972)
- Killed in Action (2018)
- Man on Fire (1980)
- Nothing Lasts Forever (1979)